# 리코마현

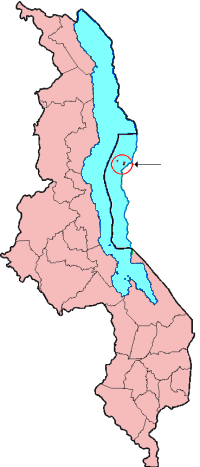
리코마현

리코마현(Likoma District)는 말라위 북부지구에 위치한 현으로, 현도는 리코마이며 면적은 18km2, 인구는 13,000명이다. 말라위호 동쪽에 있으며 모잠비크측 말라위호 수역에 위치한 말라위의 월경지이다. 리코마섬과 치주물루섬 2개의 큰 섬으로 구성되어 있다.